# Paraliparis kreffti
Paraliparis kreffti és una espècie de peix pertanyent a la família dels lipàrids.

## Hàbitat
És un peix marí i batidemersal que viu entre 850 i 2.600 m de fondària.

## Distribució geogràfica
Es troba als mars de Weddell i Scotia.

## Observacions
És inofensiu per als humans.